# キルドーザー事件
キルドーザー事件は、2004年6月4日にアメリカ合衆国のコロラド州グランビーにて発生した、単独犯による改造ブルドーザーを用いた大規模な建築物破壊事件である。
犯人のマーヴィン・ジョン・ヒーマイヤー（Marvin John Heemeyer, 1951年10月28日 - 2004年6月4日）は、グランビー在住のマフラー修理工場オーナーであった。グランビーの町当局者、修理工場の近隣住民、地元マスコミ、その他のグランビー市民に対し、様々な恨みを抱いていたヒーマイヤーは、18ヶ月を費やしてコマツ製D355Aブルドーザーを改造し、鋼鉄およびコンクリートで装甲を施した。
2004年6月4日、ヒーマイヤーはこの改造ブルドーザーを使ってグランビーの町役場、元町長の自宅、その他いくつかの建物を破壊した。ある店舗を破壊している途中にブルドーザーが動かなくなると、ヒーマイヤーは自殺した。他に負傷者や死者は出なかったものの、これは少なくとも部分的には当時出されていた避難命令によるものであった。

## 背景
ヒーマイヤーは1951年にサウスダコタの酪農場にて生を受けた。1974年、空軍兵としてローリー空軍基地に配属され、コロラド州に移る。1989年、同州グランドレイクに移る。ここからグランビーまでの距離は16マイル (26 km)ほどだった。ヒーマイヤーの友人によれば、グランビー＝グランドレイク周辺に親類はなかったという。
友人のジョン・ボールドリー（John Bauldree）は、ヒーマイヤーは好感の持てる人物だったと評した。また、ヒーマイヤーの兄弟のケン（Ken）は、彼が「誰のためにも全力を尽くす」ような男だったと評した。多くの人がヒーマイヤーが愛想の良い人物だったと証言しているが、一方で地元住民クリスティー・ベイカー（Christie Baker）は、夫がマフラーの修理代を払うのを拒んだ際にヒーマイヤーに脅されたことがあると語った。ベイカーの夫は後に124ドルを支払った。
ヒーマイヤーはよく友人とスノーモービルをするために旅行に出かけていた。友人が小規模な雪崩に巻き込まれた際には、ヒーマイヤーは救助活動の指揮を執っていた。

### 賭博の合法化運動
ヒーマイヤーは賭博の合法化を強く支持し、何度かこれを訴えるための運動を起こしている。その後、地元紙がこの運動に偏見を抱いていると考えるようになり、賭博の合法化に関する新聞を独自に作成して配り始めた。
1994年、グランドレイクで賭博を合法化する法案が提出された。ヒーマイヤーはこの法案の熱心な支持者の1人で、反対の立場を取る地元紙記者と殴り合いの喧嘩をしそうになったこともある。

## 土地利用規制および下水を巡る紛争
1992年、ヒーマイヤーは競売にかけられていた2エーカー (0.8 ha)の土地を42,000ドルで購入した。彼はこの土地を自動車修理工場を建てたがっていた友人に貸すつもりだった。競売会場には、以前その土地を所有していた一家のコーディ・ドチェフ（Cody Docheff）も出席していた。ヒーマイヤーはドチェフが土地を失った怒りから、数分間にわたって彼を怒鳴りつけたと主張していたが、他の出席者は誰もそのようなやり取りを記憶していなかった。
この土地には前所有者がコンクリートミキサー車を埋めて作った簡素な下水タンクが残されていた。これを更新して下水道へと接続するには、ヒーマイヤーが土地の購入にあてた4,2000ドルのおよそ倍の費用が掛かると見込まれた。
市当局は浄化槽を設置する方がそれよりも安上がりだと提案した。しかし、ヒーマイヤーはどちらも行わず、下水道への接続に掛かる費用を政府が負担しないのは、「政府の命令による恫喝」であろうと主張した。その後もヒーマイヤーが要求を取り下げることはなく、最終的に下水局の管区には含まれることとなった。
1993年までに、ヒーマイヤーは友人に土地を貸す計画を断念し、代わりに自らマフラー修理工場を開くことにした。ヒーマイヤーによれば、その友人は油の流出や環境問題などへの懸念のため、1992年4月頃にはこの土地への関心を失っていたという。
1997年、ドチェフ家は事業拡大およびコンクリート工場の新設を計画し、現在所有する不動産の周囲の土地の買収を進めた。工場以外の23区画については小規模製造業者に貸し出すことを望んでいた。都市計画委員会は、ドチェフ家がマウンテンパーク・コンクリート（Mountain Park Concrete）として提案した一連の計画について、計画済開発オーバーレイ地区（Planned Development Overlay District）に関する許可が必要である旨を伝えた。また、同委員会は国道40号線に隣接するホテルや企業から工場を離すために、ヒーマイヤーの土地を購入できないか問い合わせるようドチェフ家に勧めた。
ヒーマイヤーは当初土地代として250,000ドルを提示したが、その後再評価を行ったと主張して追加で125,000ドルを要求した。ドチェフ家は350,000ドルを用意したが、スーザン・ドチェフ（Susan Docheff）によれば、ヒーマイヤーは再び土地を再評価したと主張して価格を釣り上げ、450,000ドルを要求したという。この交渉は、区画再編案が町役場の公聴会に提出される前に行われた。
取引は成立しなかったものの、ドチェフ家は事業拡大の計画を進め、ヒーマイヤーの土地の向かいにある廃業済の商業用分譲地を購入した。ヒーマイヤーもこの少し前に同じ土地の購入を試みていたものの失敗に終わっている。後にヒーマイヤーはその分譲地を手に入れるために土地交換を提案した。当初ドチェフ家はこれを受け入れたものの、その後ヒーマイヤーがドチェフ家に多額の費用を負担して新しい建物を建てるよう要求したため、交渉は完全に決裂した。
ヒーマイヤーはコンクリート工場の建設反対運動を立ち上げた。当初この運動は成功し、都市計画に関する公聴会には環境への懸念を抱いた市民らが大勢出席した。これに対し、ドチェフ家は粉塵や騒音に関する追加の対策を取ることを約束し、それでも懸念を拭えない市民に対しては工場のミニチュアを用いて説得を試みた。やがて反対する声も少なくなり、開発計画は再び進み始めた。2000年11月、ヒーマイヤーは計画を阻止するために訴訟を起こした。
2001年1月9日までに、ヒーマイヤーのコンクリート工場建設反対運動はほとんどの市民からの支持を失い、当局はほぼ全会一致で建設を承認した。反対者はヒーマイヤーだけだった。そのため、グランビーの土地利用規制委員会および議会が行う4月の最終承認も形式的なものとなった。
ヒーマイヤーは工事の影響で自分の工場へのアクセスが妨げられたとして訴えを起こしたものの、反対運動を取材していた地元のジャーナリスト、パトリック・ブラウアー（Patrick Brower）によれば、そのような事実は無く、後にヒーマイヤー自身が残した動機などを語った録音テープの中でも、工場前の道路については言及されていなかった。ヒーマイヤーは環境保護庁にも苦情の申し立てを行っており、これを受けてドチェフ家は専門家を招いて騒音分析を実施した。
2001年6月、ジョー・ドチェフ（Joe Docheff）はヒーマイヤーに対し、訴訟を取り下げれば新しい工場に無償で下水道を接続することを認めると提案したものの、ヒーマイヤーは答えず電話を切ったという。この頃までに、ヒーマイヤーが下水タンクとして使っていたミキサー車のタンクは、既に満杯となっていた。彼は溜まった下水をガソリンポンプで組み上げ、敷地裏の灌漑用水路に流していた。さらには隣家の下水管に無断で接続しようとしたが、すぐに露呈して衛生当局へと報告されることとなる。当時、下水道局では下水道接続口または浄化槽の設置を法的に義務付けており、ヒーマイヤーの事業におけるこれらの未設置およびその他の市条例違反に対し、2,500ドルの罰金が科されることとなった。これは、ヒーマイヤーが土地を購入し、下水道接続口または浄化槽の設置に関する法的な義務を負ってから9年後の2001年7月のことだった。2001年11月、ヒーマイヤーは市裁判所にて町の規則に違反したと判断され、居住あるいは事業目的で再び土地を使用する前に下水接続の問題を解決すること、また2003年7月までにミキサー車のタンクを撤去することが命じられた。当初ヒーマイヤーは判決に同意したものの、その日のうちに拒否に転じ、一連の要求について「一種のテロリズム」と表現した。判決に居合わせた弁護士によれば、ヒーマイヤーは「ブルドーザーでこの場所を全部ぶっ壊してやる」と呟いていたという。

## ブルドーザー

### 計画および改造
2002年4月、町に対する訴訟が棄却された後、ヒーマイヤーはその失敗の責任は弁護士にあると主張し、費用の返金を要求した。土地利用に関する判断が確定したことを知ったヒーマイヤーは、カリフォルニア州に向かい、競売に掛けられていたコマツ製ブルドーザーを16,000ドルで購入し、2002年7月にグランビーへと発送した。彼はこのブルドーザーをさらに競売にかけようと、「売り物」（For Sale）の札を付けて工場の前に置いていたが、気に留める者はほとんどなかった。2002年10月、ヒーマイヤーは修理工場の閉鎖を発表し、在庫品の大部分を売りに出した。それでもブルドーザーだけが売れ残った時、ヒーマイヤーはこれを自らの「使命」に着手せよという「神からのサイン」だと考えた。2003年10月、彼は土地を400,000ドル（当初の購入費用のおよそ10倍）でザ・トラッシュ社（The Trash Co.）に売却した上で、「いくらかの作業を終わらせる」までの期間について、かつての工場の半分を改めて借りた。なお、購入からわずか1日のうちに、新たな所有者によって水道および下水道の接続工事が行われた。
ヒーマイヤーは工場内の改めて借りた部分と残りの部分を遮る壁を作り、さらに鍵も交換した。彼はここでブルドーザーの改造に没頭し、グランビーの人々は彼の姿をほとんど見かけなくなった。グランドレイクの自宅に戻る必要がないように、作業場内には居住区画も違法に増設されていた。彼はブルドーザーでの作業以外に無駄な時間を費やすつもりはなかった。排水は以前と同様に敷地裏の灌漑用水路に流していた。
この時期について、ヒーマイヤーは「一度も見つからなかったのは興味深いことだ」、「1年半以上に渡るパートタイムのプロジェクトだ」と書き残している。彼は作業場を訪れた人々が改造ブルドーザーに気づかなかったことに驚いたといい、「2,000ポンドのリフトが完全に露出していたのに……彼らの目はすっかり曇っていた」とも述べている。
この時期には友人や仲間にブルドーザーについて繰り返し話し、さらにはそれを破壊的な目的に使おうとしていることさえ明かしていたという。

### 性能
このブルドーザーは、改造されたコマツ製D335Aであり、ヒーマイヤーが残した音声ではMKタンク（MK Tank）、あるいは「マーブのコマツ戦車（Marv's Komatsu Tank）」と称されている。運転室、エンジン、履帯の一部は即席の装甲板で覆われている。事件を通じて3回の爆発と200発以上の銃撃に晒されたが、ブルドーザーが破壊されることはなかった。
視界を確保するために、いくつかのビデオカメラが搭載され、運転室のダッシュボードに取り付けられた2台のモニタに接続されていた。カメラの外に露出する部分は、厚さ3-インチ (76 mm)の透明な防弾レキサン（ポリカーボネート）で保護されていた。また、レンズのゴミを飛ばすための圧縮空気ノズルもそれぞれのカメラに取り付けられていた 。
運転中の快適性を確保するために扇風機とエアコンも取り付けられていた。さらに.50口径ライフル、.308口径半自動ライフル、.22口径ライフルでの射撃を行えるように、3つの銃眼が作られていた。
事件の際には3丁の拳銃と1週間分程度の水および食料が積み込まれていた。

## 破壊行為
2004年6月4日午後2時15分頃、改造ブルドーザーに乗ったヒーマイヤーは、ドチェフ家所有のマウンテンパーク・コンクリートの敷地に侵入して破壊行為に着手した。当時、コーディ・ドチェフは砂利採取場で表土のふるい作業を行っていたところ、プレキャスト工場で爆発が起きたという無線連絡を受けた。何人かの作業員が履帯に物を挟み込んでブルドーザーを止めようとしたものの失敗に終わった。コーディ・ドチェフはこのブルドーザーが遠隔操縦されているものと考え、ピストルで射撃を加えたり、上に登ろうと試みたが止めることはできず、自分のホイールローダーで攻撃を試みたがこれも失敗した。なお、この時にヒーマイヤーはホイールローダーへと複数回の銃撃を加えている。保安官事務所の保安官補ら、続けてコロラド州警察の警官隊が現場に到着すると、ヒーマイヤーは彼らにも銃撃を加えた。増援を受けた警官隊は、ブルドーザーのカメラを破壊しようと銃撃を加えたものの、防弾レキサンを貫通させることができなかった。ある時点で、ヒーマイヤーは射撃を行う警官らが隠れる遮蔽物へとブルドーザーを突っ込ませたが、警官らは寸前で逃れた。目撃者はもう少しでも遅れていれば彼らは死んでいただろうと証言している。
コンクリート工場を抜けたブルドーザーは、アゲート通り（Agate Avenue）を曲がり、およそ5 mph (8.0 km/h)で町へ向かって南下した。工場にいた警官らはリバース911（逆通報）で全住民に避難を促した。グレン・トレーナー副保安官（Glenn Trainer）は、車内への攻撃を試みるべくブルドーザーの上に登った。トレーナーは排気管に閃光弾を投げ込んだものの効果はなく、やがて瓦礫を避けるためにやむなく飛び降りた。
その後、ヒーマイヤーはグランビー町役場に向かった。暴走が始まった時点では、役場内の図書館で児童向けの読み聞かせ会が催されていた。全ての住民の避難が完了したのは暴走が始まってから1時間後、すなわちヒーマイヤーが町役場に到達する直前のことだった。続けてヒーマイヤーはリバティ・セービングス銀行の店舗へと進み、土地利用規制委員会の委員だった女性の職場である角のオフィスを破壊した。
ブルドーザーにダメージを与えることができないまま、警官隊は並走する形で追跡を続けた。その間もヒーマイヤーは街路樹や信号機など街路の設置物を破壊しつつ前進し、地元新聞社のオフィスやトンプソン家の住居および職場を攻撃した。ブルドーザーを止めるためにスクレーパ車が用意されたものの、押しのけられて失敗に終わった。
ヒーマイヤーは次にプロパンガスの貯蔵所を襲撃し、タンクに向けて15発の銃撃を行った。これらのタンクの中には、30,000 U.S. gallons (110,000 L)ものガスが貯蔵されたものもあった。警察は現場から1,000ヤード以内の住民を早急に避難させざるを得なかったが、この地域には高齢者向け集合住宅も含まれていた。ヒーマイヤーは続けて近くの変圧器へと銃撃を行い、1発が命中したものの、タンクへの引火は免れた。保安官事務所は、「もしもタンクが爆発していたら、そこから半マイル（800m）以内の誰もが危険に晒されていた可能性がある」という見解を述べているが、当時12人の警察官と高齢者向け集合住宅の住人らがその範囲内にいた。その後、別のスクレーパ車がブルドーザーを止めようとしたものの、再び失敗に終わった。
この時点までに行われた200発もの射撃が通用しておらず、ヒーマイヤーによるグランビー住民への攻撃がいつ始まるかもわからない状況下にあって、地元当局および州警察は火力面での選択肢が狭まりつつあることを恐れていた。ビル・オーウェンズ州知事は、州兵に対してヘルファイアミサイルを搭載したアパッチ攻撃ヘリ、あるいはジャベリン対戦車ミサイルを配備した2人組のファイアチームを派遣し、ブルドーザーを破壊させることを検討したとも言われている。2011年にはオーウェンズのスタッフがそのような検討が行われたことを否定した。一方、州警察の職員の中には、知事は確かに攻撃の許可を検討したものの、ミサイルによる付随被害がブルドーザーによるものより大きいと考えられたために却下された、と主張する者もいる。
最後の標的はギャンブルス・ストア（Gambles Store）という店舗で、オーナーがコンクリート工場の公聴会に関わっていたために標的にされた。しかし、ヒーマイヤーは敷地内に小さな地下室があることを知らなかった。侵入したブルドーザーの履帯がこの地下室にはまりこみ、ラジエーターが破損した。さらにエンジンも液漏れを起こし、やがて停止した。そのため、仮にブルドーザーが地下室から抜け出せたとしても、長く動かすことはできなかっただろうと指摘されている。それから1分ほどが過ぎた16時30分（MST）、運転室から1発の銃声が響いたとブルドーザーを取り囲んでいたSWAT隊員の1人が報告した。後の調査で、この銃声はヒーマイヤーが.357口径拳銃で自らを撃ち自殺した時のものだと明らかになった。
当初、警察はブービートラップを警戒し、爆発物を使って装甲板を破壊しようと試みた。しかし、3回目の爆破が失敗した後、酸素アセチレン溶断トーチでの切断に切り替えた。車内では乗降ハッチのほか、1週間分の食料および水が発見された。グランド郡緊急管理部長ジム・ホラハン（Jim Holahan）は、当局が6月5日2時00分にヒーマイヤーの遺体を発見し、収容したと述べた。

### その後
破壊行為は2時間7分続いた。その間に13棟の建物が破壊され、そのうち11棟の建物は破壊される直前まで人がいた。標的となったのは、町役場、スカイハイ新聞社、ギャンブルス雑貨店、メープルストリート・ビルダーズ（Maple Street Builders）、マウンテンパークス電気社（Mountain Parks Electric Co.）、リバティ・セービングス銀行、コピーキャット・グラフィックス（Kopy Kat Graphics）、彼がかつて所有していた建物の壁、元町長の自宅（当時82歳の未亡人が暮らしていた）、訴訟の中でヒーマイヤーが名指ししていたある男性の所有する工具店などであった。襲撃によって、町役場およびコンクリート工場への天然ガス供給が停止し、トラックが破壊され、公共サービスセンターの一部が破壊された。また、以前に店舗の経営を妨げていると主張していた街路樹数本も破壊している。損害額は700万ドルと推定され、このうち200万ドルはコンクリート工場の被害だったが、保険契約が不完全であったため、70万ドルしか補償されなかった。
多くの町の記録や文書類も役場が破壊された際に失われた。
ヒーマイヤーを擁護する立場の人々は、彼がブルドーザーでの襲撃の最中にも、誰も傷つけないようにしていたのだと主張した。例えば、パン屋店主のイアン・ドハティ（Ian Daugherty）は、ヒーマイヤーが敢えて誰にも危害を加えないようにしていたと述べている。一方、コーディ・ドチェフは、「ヒーマイヤーが本当に誰も傷つけたくなかったのなら、ほとんどの店が閉じている週末に街の中心部を攻撃しただろう」と反論している。保安官事務所は、怪我人が出なかったはヒーマイヤーの善意というよりも、単に幸運によるものだと述べた。
2005年4月19日、町は犯行に使われたブルドーザーの廃棄に関する計画を発表した。記念品としての持ち帰りを防ぐため、個々の部品を多くの異なる廃品置き場に分散して廃棄する予定とされた。
死者はヒーマイヤー以外に出ていないにも関わらず、ブルドーザーは一部で「キルドーザー」（Killdozer）とも呼ばれるようになった。この名が1944年に発表された短編小説『殺人ブルドーザー』（原題:Killdozer）（あるいは同小説を原作とする1974年の映画『殺人ブルドーザー』）に由来するのか、それらとは無関係に生じた新たな造語なのかは定かではない。
ヒーマイヤーは一部の人々にとって、「インターネットの伝説」となった。

## 動機
当局がグランドレイクにあるヒーマイヤーの自宅を捜索したところ、パソコンの中から改造ブルドーザーの設計図が発見された。
捜査の過程で、ヒーマイヤーが彼に対し不当な扱いをしたとする107人の名を記した標的リストを作成していたことが明らかになった。最上段にはドチェフ家（ヒーマイヤーはDouche-effと綴っていた）の名があった。その他にも様々な建物や企業、政治家、新聞編集者、過去にヒーマイヤーと対立した人物などがこのリストに含まれていた。地元のカトリック教会もここに含まれていたが（ただし、被害は受けなかった）、これは教会が賭博の合法化に反対していたことに加え、ヒーマイヤー自身が改革派教会の信者であり、神学的な見解の相違があったことによる。
襲撃の前、ヒーマイヤーは古い「売り物」の札やメモ用紙に不平不満を書き連ねていた。ドチェフ家が要求通りの多額の土地代を支払わなかったこと、衛生当局が彼に罰金を科したこと、町が工場建設を承認したことなどに言及されていたほか、他の書き込みでは、神は1992年から自分に工場建設を止めさせようとしており、対立した人々の死もまた神がによるものだという見解を仄めかしていた。また、「常に理性的でありたいとは思っていたが、理不尽なことをしなければならなかった」、「理性的な人間が理不尽なことをしなければならない時もある」と書き残している。
これらに加えて、ヒーマイヤーは動機を吹き込んだ3本のカセットテープを残していた。いずれも両面に録音されていたので、合計して6本分の音声が残されていたことになる。ブルドーザーで町に向かう直前、ヒーマイヤーはこれらのテープをサウスダコタに暮らす兄の元へと郵送した。ヒーマイヤーの兄はこのテープを連邦捜査局（FBI）に送り、またFBIからグランド郡保安官事務所へと引き渡された。テープの長さは2.5時間分で 、最初の録音は2004年4月13日、最後の録音は5月22日（事件の13日前）に行われていた。
最初のテープで、ヒーマイヤーは「この仕事のために神は私を作ったのだ」と述べ、結婚できず家族を持つこともできなかったのは、やはりこの計画を実行できるようにと神が計画したものだと主張した。加えて、「機械を仕上げ、運転し、やるべき仕事を終えれば、神も祝福してくれると思う」、「神は、私が今や引き受けようとしている使命を前もって祝福してくださった。私の使命だ。神が命じたのだ。私が背負うべき十字架であり、神の名においてこれを背負っている」とも述べていた。
テープに含まれていた他の発言では、ヒーマイヤーが「アメリカの愛国者」を自認していたことに言及されていたため、パトリック・ブラウアーは彼が全国的な愛国運動との繋がりを持っていた可能性もあると示唆した。

## 大衆文化
- 『裁かれるは善人のみ』 - 2014年のロシア映画。ヒーマイヤーおよび事件の顛末に触発されたもの[30]。
- 『Tread』 – 2019年のアメリカ映画。事件に関するドキュメンタリー[31]。